# Ciliegine
Ciliegine è un film del 2012 diretto da Laura Morante.
Si tratta dell'opera prima dell'attrice italiana Laura Morante, anche interprete e sceneggiatrice con Daniele Costantini, in una coproduzione italo-francese.

## Trama
Amanda ha sempre avuto con gli uomini rapporti complicati, li giudica irreparabilmente inaffidabili, li guarda con sospetto, pronta a cogliere i segni certi dell'arroganza, del tradimento, dell'indifferenza. Secondo il marito della sua migliore amica Florence, un eccentrico psicanalista, Amanda è affetta da androfobia: ha paura degli uomini. È quindi fatale che qualunque inezia diventi pretesto per interrompere le sue relazioni. Ma la sera del 31 dicembre accade qualcosa di veramente insolito.

## Produzione
Produzione italo-francese: Nuts and Bolts production - Produttore Francesco Giammatteo, La Maison de Cinema - Philippe Carcassone, Soudaine Compagnie - Bruno Pesery. L'anteprima mondiale è avvenuta il 13 aprile 2012 a Roma.

## Critica
"Nel suo esordio francese alla regia, Laura Morante si cimenta con la difficile arte della commedia, e il risultato è egregio: sceneggiatura pensata, personaggi credibili, recitazione verosimile, ironia q.b."

## Riconoscimenti
In occasione della rassegna Asti Film Festival del 2012 ha vinto il primo premio giuria come miglior regia nella sezione "opere prime"